# Heteropoda imbecilla
Heteropoda imbecilla là một loài nhện trong họ Sparassidae.
Loài này thuộc chi Heteropoda. Heteropoda imbecilla được Tord Tamerlan Teodor Thorell miêu tả năm 1892.